# 国際浮世絵学会
国際浮世絵学会（こくさいうきよえがっかい）は、日本の浮世絵の学会・研究団体。

## 歴史
国際浮世絵学会は、1962年発足の日本浮世絵協会を前身に発展的に継承して、第3回国際浮世絵大会を踏まえて1998年11月21日に発足した、日本が世界に誇る浮世絵の研究、保存、普及、国際交流を目的にする研究連合体である。学術的・国際的な視野に立って、浮世絵の研究会（年4回）、国際大会（年に春秋2回）、会誌『浮世絵芸術』（年2回）及び会報の発行、展覧会の企画などを行なうとともに、全世界に向けて浮世絵情報を発信することを趣旨としている。名誉会長として楢崎宗重を、初代の会長に山口桂三郎を、理事長に諏訪春雄を迎えている。1999年1月に『浮世絵芸術』第130号を国際浮世絵学会創立記念号として発行、現在も発行を継続している。同年6月には「第1回国際浮世絵学会大会」を開催した。
2005年、理事長に小林忠を迎える。2007年11月には「国際浮世絵学会賞」を設け、浮世絵の研究に対する顕彰事業として多大な貢献のあった者に賞を授与している。2008年6月、東京堂出版より『浮世絵大事典』を刊行した。

## 構成
事務局、総務委員会、財務委員会、企画委員会、編集委員会、国際委員会を設置、運営している。2014年現在、学会員は海外会員を含めて約650名。研究者だけでなく、愛好家やコレクター、美術商なども含めた多彩な人々が集まっている。

## 所在地
- 東京都中央区銀座3-9-18 東銀座ビル306号